# Odostomia excolpa
Odostomia excolpa är en snäckart som beskrevs av Bartsch 1912. Odostomia excolpa ingår i släktet Odostomia och familjen Pyramidellidae. Inga underarter finns listade i Catalogue of Life.